# BESIX
 (février 2025).
BESIX Group SA est un groupe de construction et d’ingénierie belge fondé en 1909, spécialisé en
Le groupe est actif dans les domaines de la construction, de la promotion immobilière et des concessions via des partenariats public-privé. Dans le domaine de la construction, BESIX est spécialisé en bâtiment et gratte-ciel,, travaux marins, infrastructures et traitement de l’eau.
Basé à Bruxelles, BESIX est présent dans 25 pays du monde, en Europe, ainsi que particulièrement au Moyen-Orient du fait de son histoire, en Afrique et en Océanie.
La société a contribué à la construction de la Burj Khalifa à Dubai,, du Grand Musée égyptien, en Égypte et de l'espace Léopold du Parlement européen à Bruxelles. En 2021, BESIX était sélectionné pour construire le musée Guggenheim à Abu Dhabi et la Tour Triangle à Paris.
En 2020, BESIX a réalisé un chiffre d'affaires de 3,8 milliards de dollars et employait 12 000 personnes dans le monde.
En 2023, la société fait l'objet de perquisitions de la police judiciaire, suite à des soupçons d'utilisation de main d'oeuvre roumaine par sa filiale WUST. Mais ils ont été acquittés. 

## Historique
- BESIX Group a été fondé en 1909 par la famille Stulemeijer sous le nom Société Belge des Bétons (SBB)[20].
- En 1966, SBB crée une filiale pour le Moyen-Orient, Six Construct. Six Construct est depuis lors active dans la péninsule arabique et basée aux Émirats arabes unis[21].
- En 1988, SBB se diversifie en développant de nouvelles activités dans le domaine de la promotion immobilière[22].
- En 2004, des managers de SBB, avec le soutien d’Orascom[23], réalisent une opération de Leveraged Management Buy-Out[24]. SBB est renommé BESIX[25].
- En 2018, BESIX rachète la société de construction australienne Watpac Ltd[26], renommée en 2020 BESIX Watpac[27].
- En 2020, BESIX annonce de nouveaux projets comprenant la construction de la station Saint-Denis Pleyel, du Grand Paris Express[28].
- En 2021, Pierre Sironval est nommé Deputy CEO du groupe[29]. BESIX remporte les contrats de construction du musée Guggenheim à Abu Dhabi[17], de la Tour Triangle à Paris[18] et de la Tour F à Abidjan, la plus haute d'Afrique[30],[31].

## Activité
Dans la domaine de la construction, BESIX est actif dans les secteurs du bâtiment , des infrastructures, des travaux maritimes, de l’environnement, des installations sportives et de loisirs et de l’industrie. Outre la construction, BESIX est actif dans le domaine du développement immobilier et gère des concessions via des partenariats public-privés en Europe et au Moyen-Orient.

## Affaires judiciaires
En février 2023, la société WUST, filiale du groupe BESIX ainsi que d'autres sociétés font l'objet de perquisitions par la police judiciaire. Elles sont soupçonnées « d’avoir mis en place des pratiques frauduleuses visant à faire venir de la main-d’œuvre bon marché de Roumanie pour travailler sur des chantiers faussant ainsi la concurrence »,.

## Filiales
Parmi les filiales de BESIX figurent BESIX Watpac en Australie et Six Construct au Moyen-Orient. En Europe, BESIX détient les entreprises BESIX Infra, Cobelba, Jacques Delens, Vanhout, Wust, Lux TP, Franki Foundations, Socogetra ou encore Van den Berg.

## Actionnariat
BESIX est détenu à 50 % par des nationaux belges et à 50 % par la société égyptienne Orascom. Le président du Conseil d'administration est Johan Beerlandt et le CEO est depuis 2021 Pierre Sironval, tous deux de nationalité belge.

## Exemples de réalisations

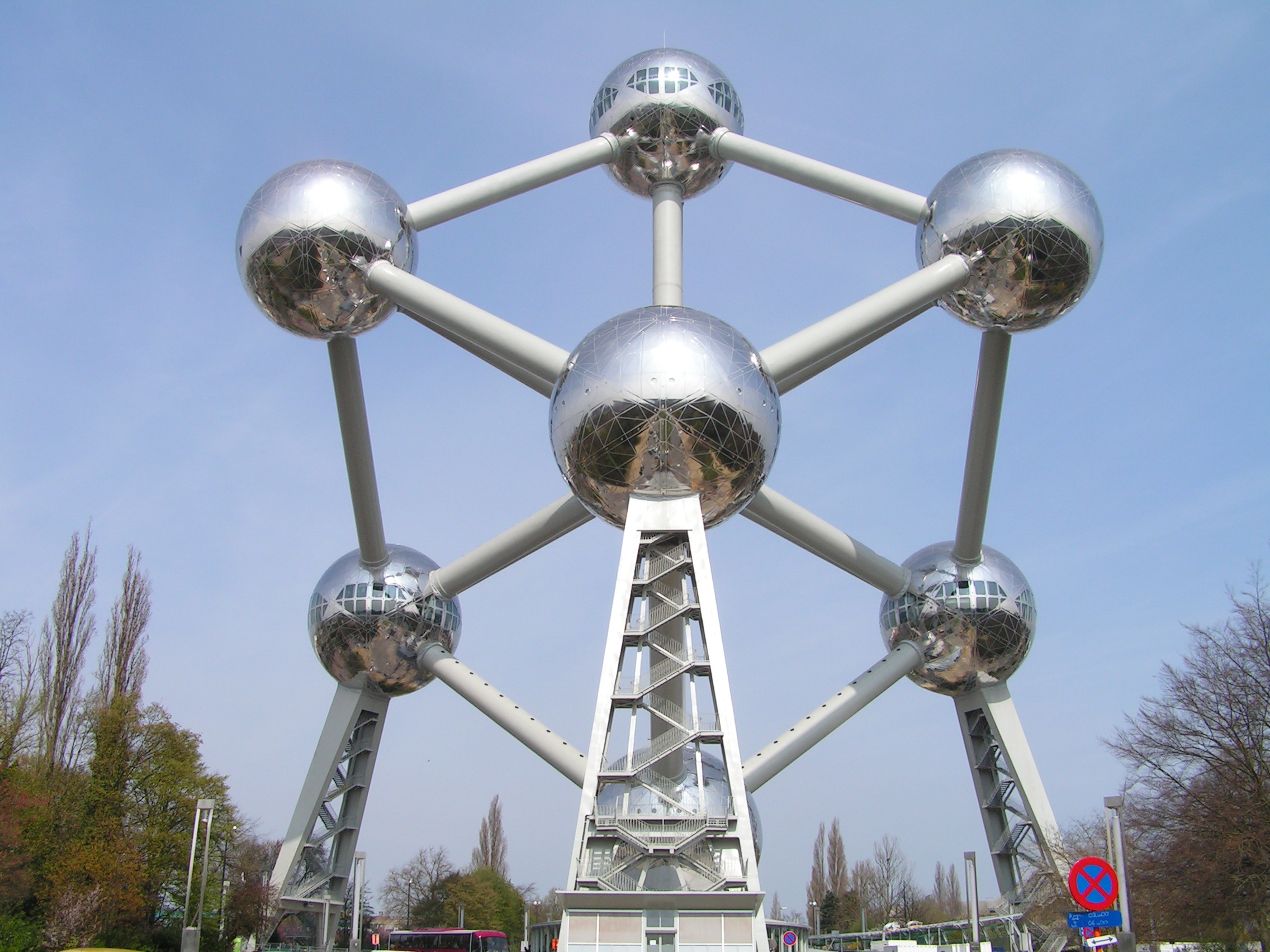
BESIX et sa filiale Jacques Delens ont rénové l'Atomium, à Bruxelles (Belgique)[37].
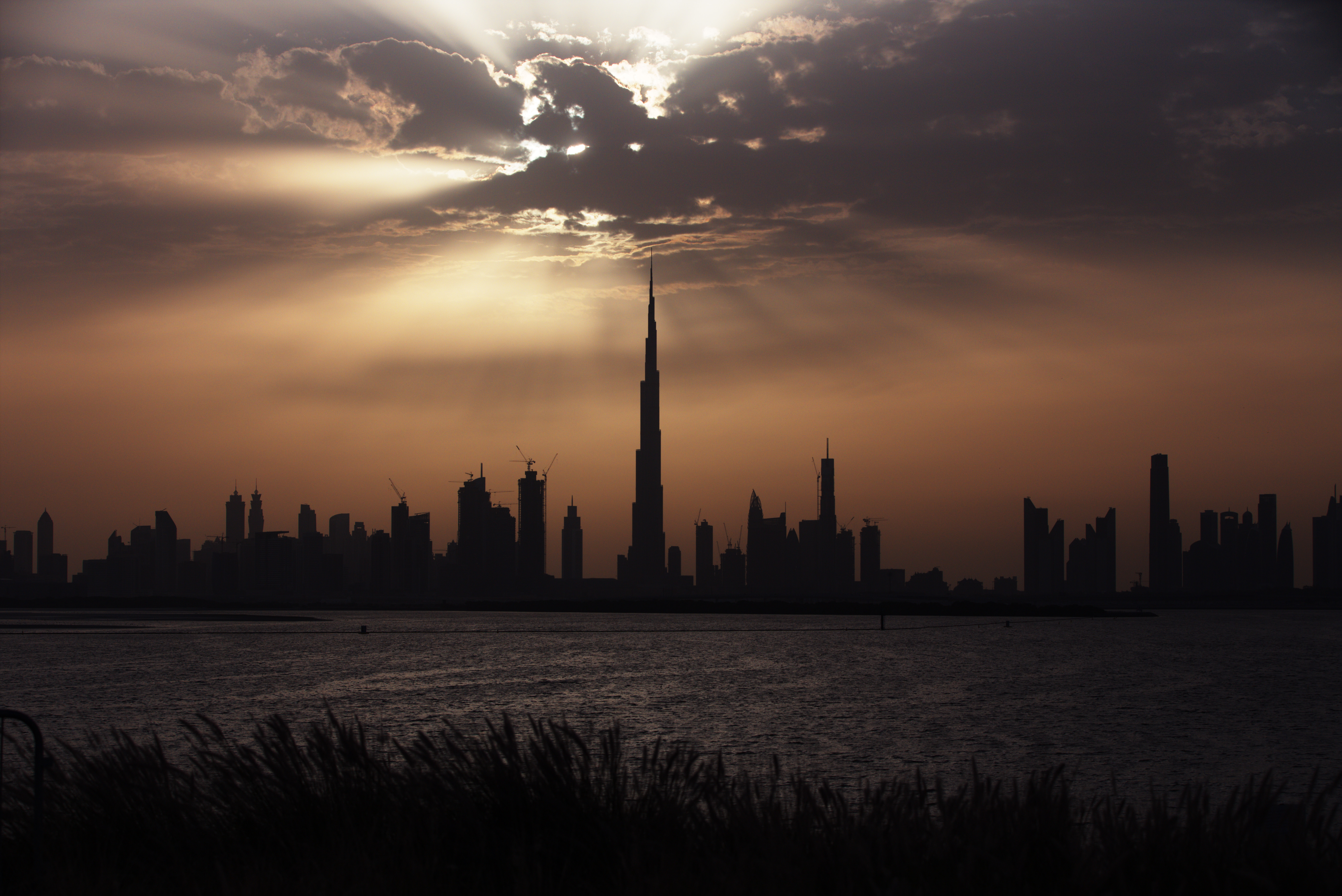
A Dubai, aux Émirats arabes unis, la filiale de BESIX au Moyen-Orient a construit la Burj Khalifa, la plus haute tour du monde, en collaboration avec Samsung C&T et Arabtec[38].
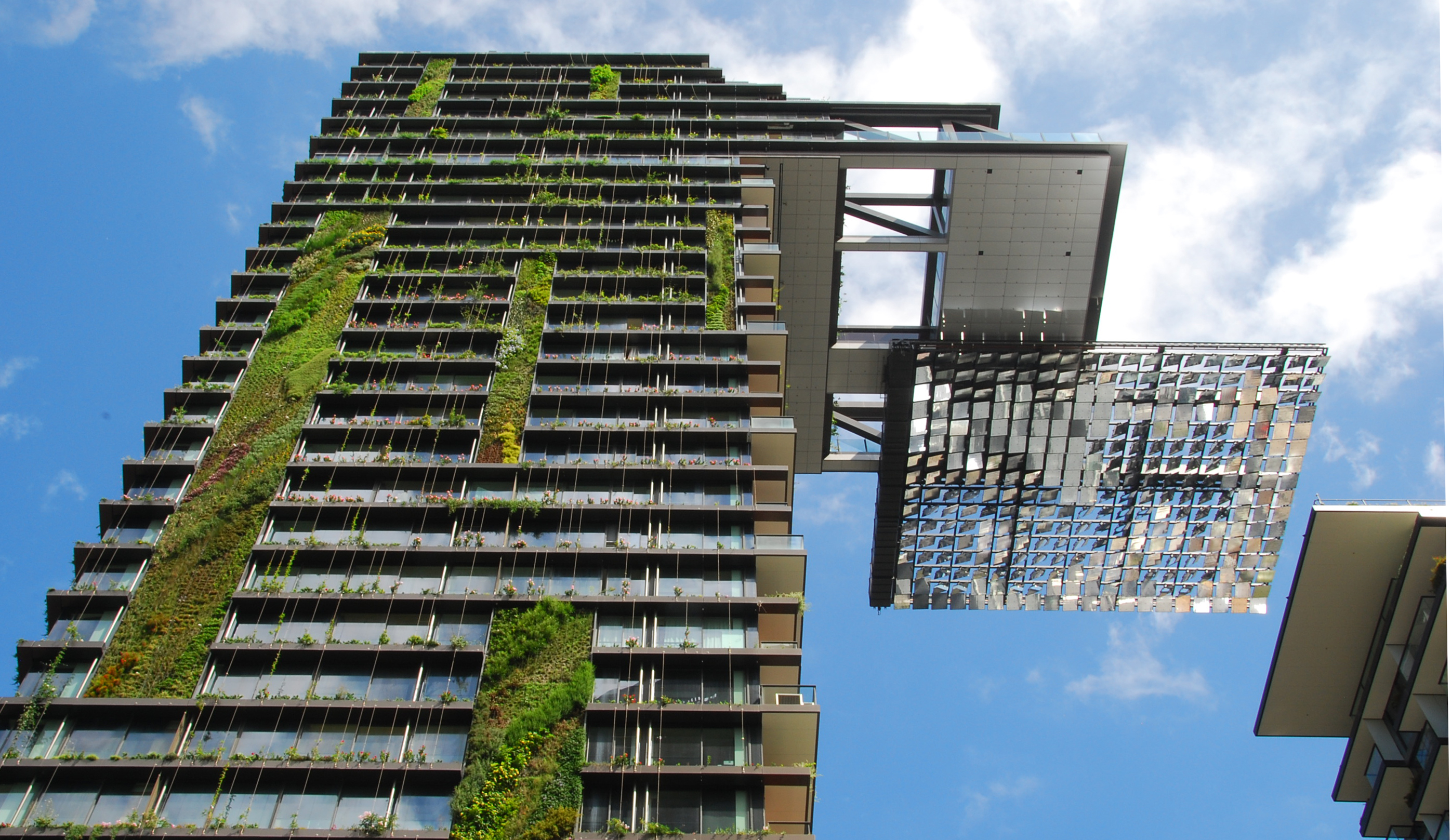
La filiale de BESIX en Australie, Watpac, a construit à Sydney le bâtiment One Central Park[39], dessiné par l'architecte Jean Nouvel et Foster + Partners.
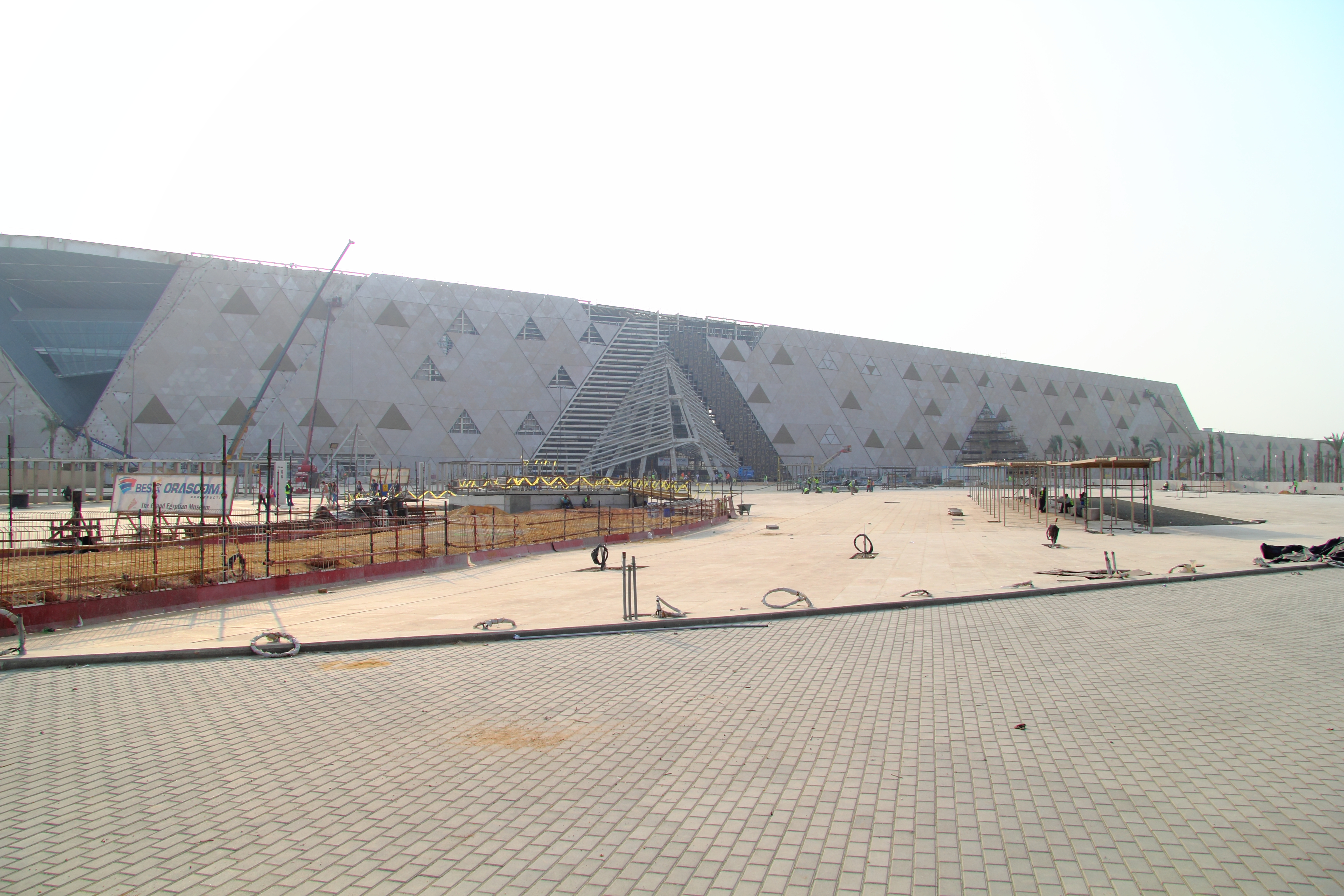
BESIX et la société égyptienne Orascom construisent le Grand Egyptian Museum, au Caire, qui sera le plus grand musée du monde consacré à une unique civilisation[40].
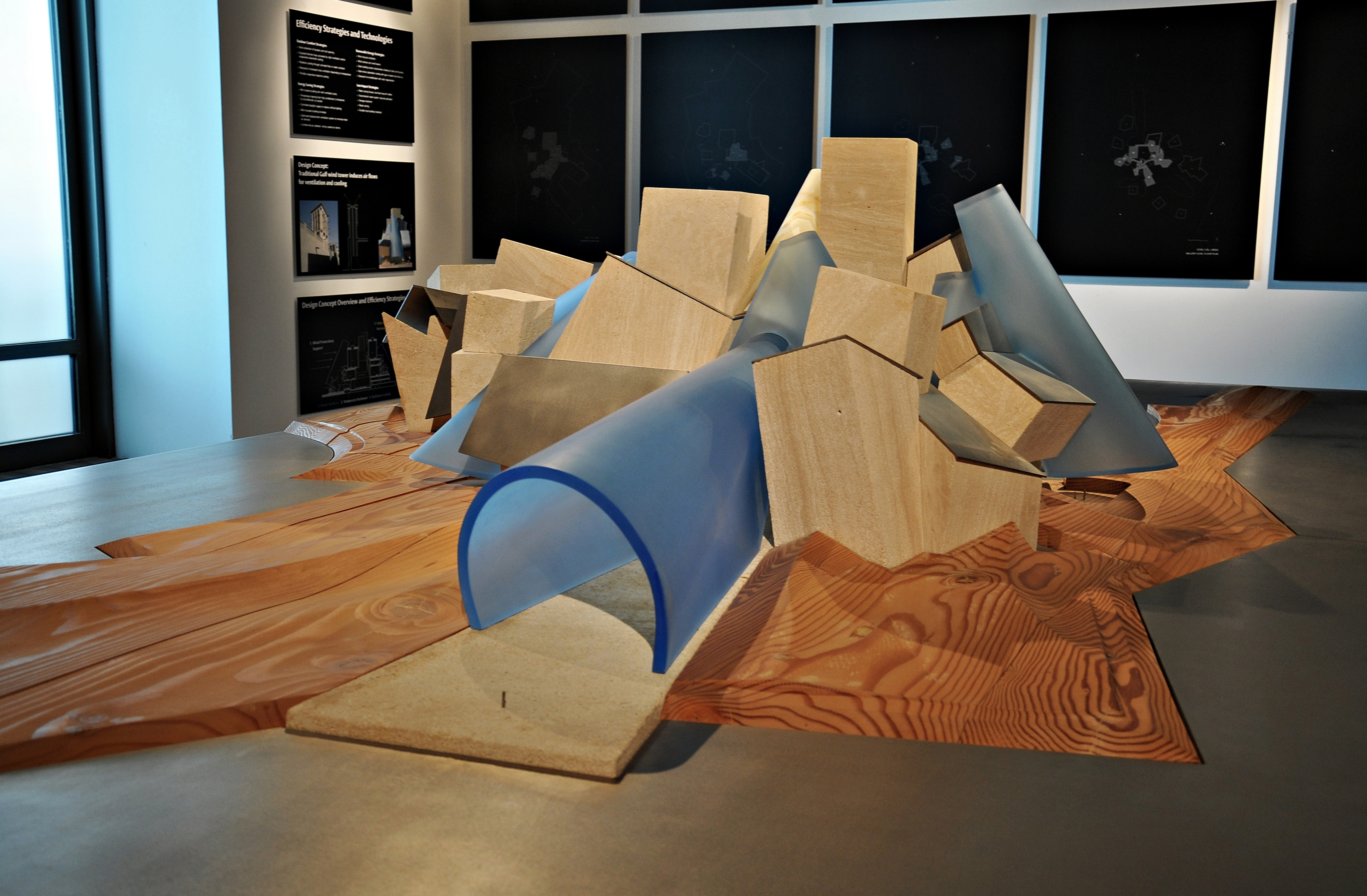
En 2021, BESIX était sélectionnée pour construire le nouveau musée Guggenheim, à Abu Dhabi[41].
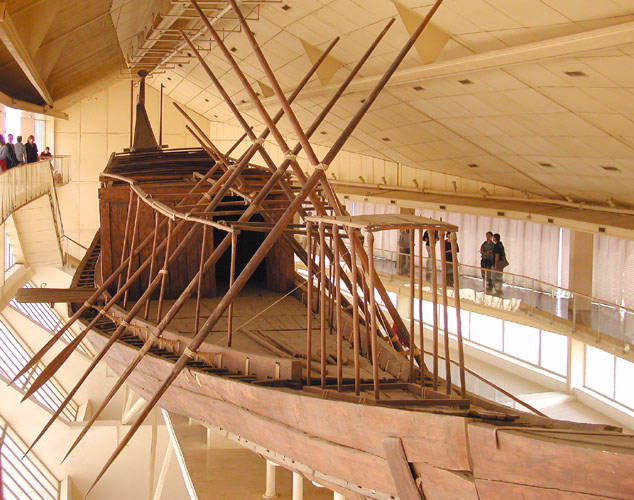
BESIX et Orascom ont réalisé l'opération de transport de la Barque solaire de Khéops, des pyramides de Gizeh au Grand Egyptian Museum[42].

## Sponsoring
Entre 2017 et 2023, BESIX était sponsor officiel de l’équipe de Belgique de football, les Diables Rouges[source secondaire souhaitée], ainsi que de l’Équipe de Belgique féminine de football et des équipes nationales de jeunes.